# Brestovec Orehovički
Brestovec Orehovički je naselje u Republici Hrvatskoj, u sastavu Općine Bedekovčina, Krapinsko-zagorska županija. 

## Stanovništvo
Prema popisu stanovništva iz 2001. godine, naselje je imalo 324 stanovnika te 85 obiteljskih kućanstava.
| broj stanovnika | 127   | 141   | 155   | 159   | 173   | 227   | 208   | 242   | 308   | 299   | 302   | 324   | 307   | 339   | 324   | 334   | 305   |
|                 | 1857. | 1869. | 1880. | 1890. | 1900. | 1910. | 1921. | 1931. | 1948. | 1953. | 1961. | 1971. | 1981. | 1991. | 2001. | 2011. | 2021. |

## Kultura
- Vladimir Herceg, hrvatski slikar, brončana spomen bista u Brestovcu Orehovičkom, Muži zagorskog srca, postavljeno 2007.[6]